# Stazione di La Sofina
La stazione di La Sofina era una fermata ferroviaria posta sulla ferrovia Leopolda nelle vicinanze delle località Castagnolo e Coltano della città di Pisa. Era sita nelle immediate vicinanze del Bivio Mortellini e prendeva il nome dall'omonimo fosso.

## Storia
La prima fermata, "Sofina" posta alla chilometrica 87+931 in corrispondenza di una casa cantoniera (questa alla chilometrica 87+942), venne sostituita il 14 dicembre 1941 da un'altra fermata posta a poco più di un chilometro a nord denominata "Mortellini", al chilometro 86+635 tra i bivi Mortellini (attivato 3 anni prima insieme alla nuova linea per Pisa) e Tagliaferro 300 m lato Pisa sulla ferrovia Leopolda. La fermata disponeva di due casotti in muratura e due banchine per i due binari di corsa, accessibili tramite rampe pedonali dalla vicina località Coltano e dalla strada statale 1 Via Aurelia. Venne attivata come fermata impresenziata, abilitata a servizio viaggiatori e bagagli.
Nel 1952 venne dismessa la fermata di Mortellini e riattivata la fermata di La Sofina con Ordine di Servizio n. 82, che venne definitivamente soppressa solamente 4 anni dopo con l'Ordine di Servizio n. 13 del 1956.

## Strutture e impianti
La primissima fermata era composta solamente di una casa cantoniera che fungeva anche da fabbricato viaggiatori. La seconda fermata si componeva di due casotti per il ricovero dei viaggiatori e di due banchine serventi i due binari di corsa della linea.

## Movimento
Al 1933, secondo un giornale dell'epoca, solo tre treni effettuavano fermata presso l'impianto, per Livorno e ritorno con fermata alle 7:00, 8:03 e 18:25. Era utilizzata solamente dai braccianti che lavoravano nelle vicine terre, cacciatori e da lavoratori addetti alla sistemazione dei numerosi canali siti nella zona.